# Selce (okres Krupina)
Selce jsou obec v okrese Krupina v Banskobystrickém kraji na Slovensku. Žije zde 93 obyvatel.
Obec se nachází v centrální části Krupinské planiny. Leží 16 km jižně od okresního města.
První písemná zmínka o obci pochází z roku 1303.